# 森石駅
森石駅（もりいしえき）は、富山県黒部市宇奈月町舟見にある黒部峡谷鉄道本線の駅。関西電力専用駅のため、一般客の利用はできない。

## 歴史
- 1953年（昭和28年）11月16日 - 関西電力が地方鉄道としての免許を取得して開業。
- 1971年（昭和46年）
  - 5月4日 - 黒部峡谷鉄道が設立[1][2]、同社の駅となる。
  - 7月1日 - 黒部峡谷鉄道が運行を開始。

## 駅構造
1面2線の島式ホームを有する。
標高309m。トンネルがすぐ近くにあり、駅構内扱いである線路がトンネル内で分岐している。構内の隅に関西電力社員等が冬季に通行するための地下歩道がある。側線が2本あり客車の留置が行われることがある。

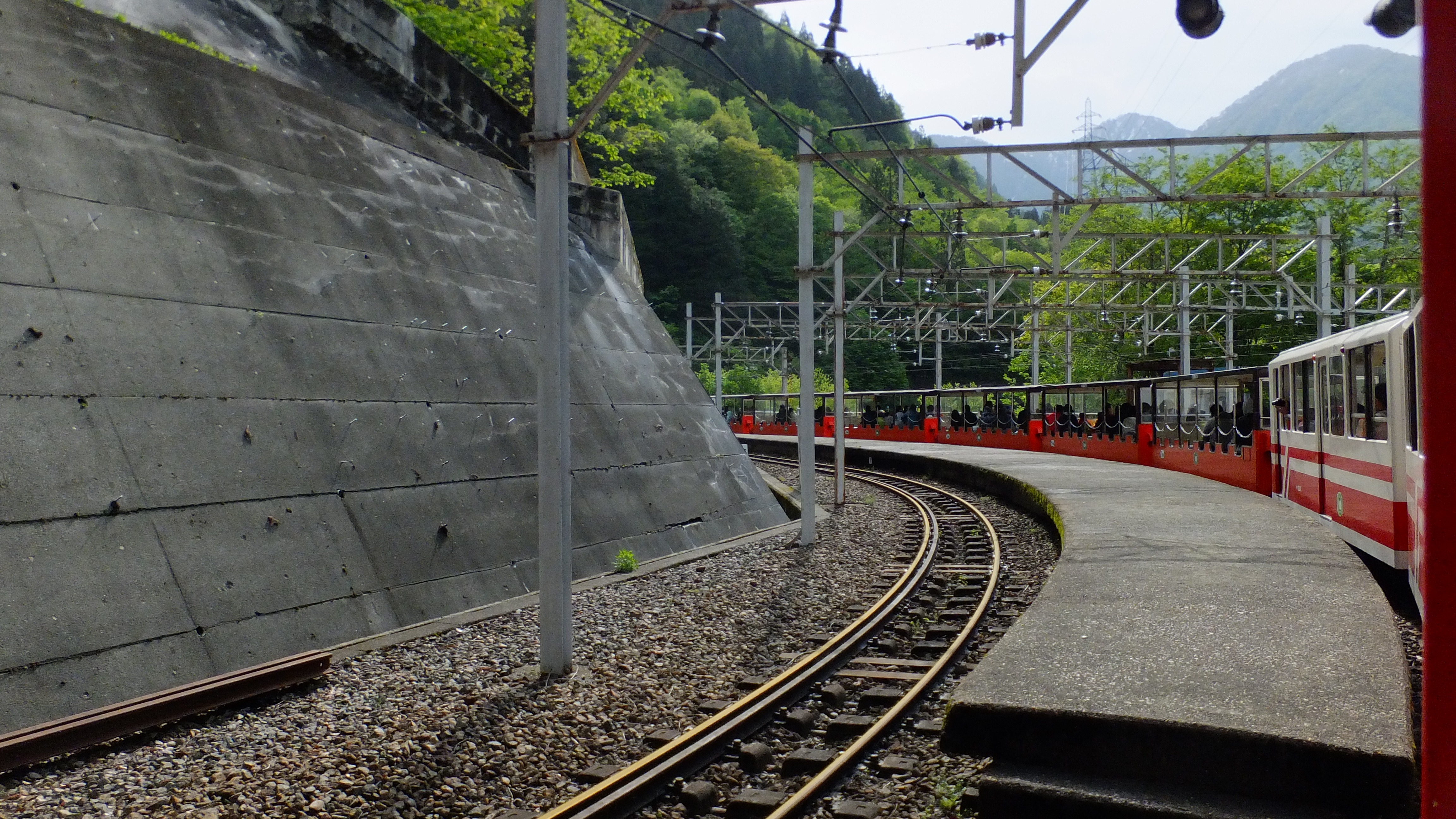
カーブしたホーム
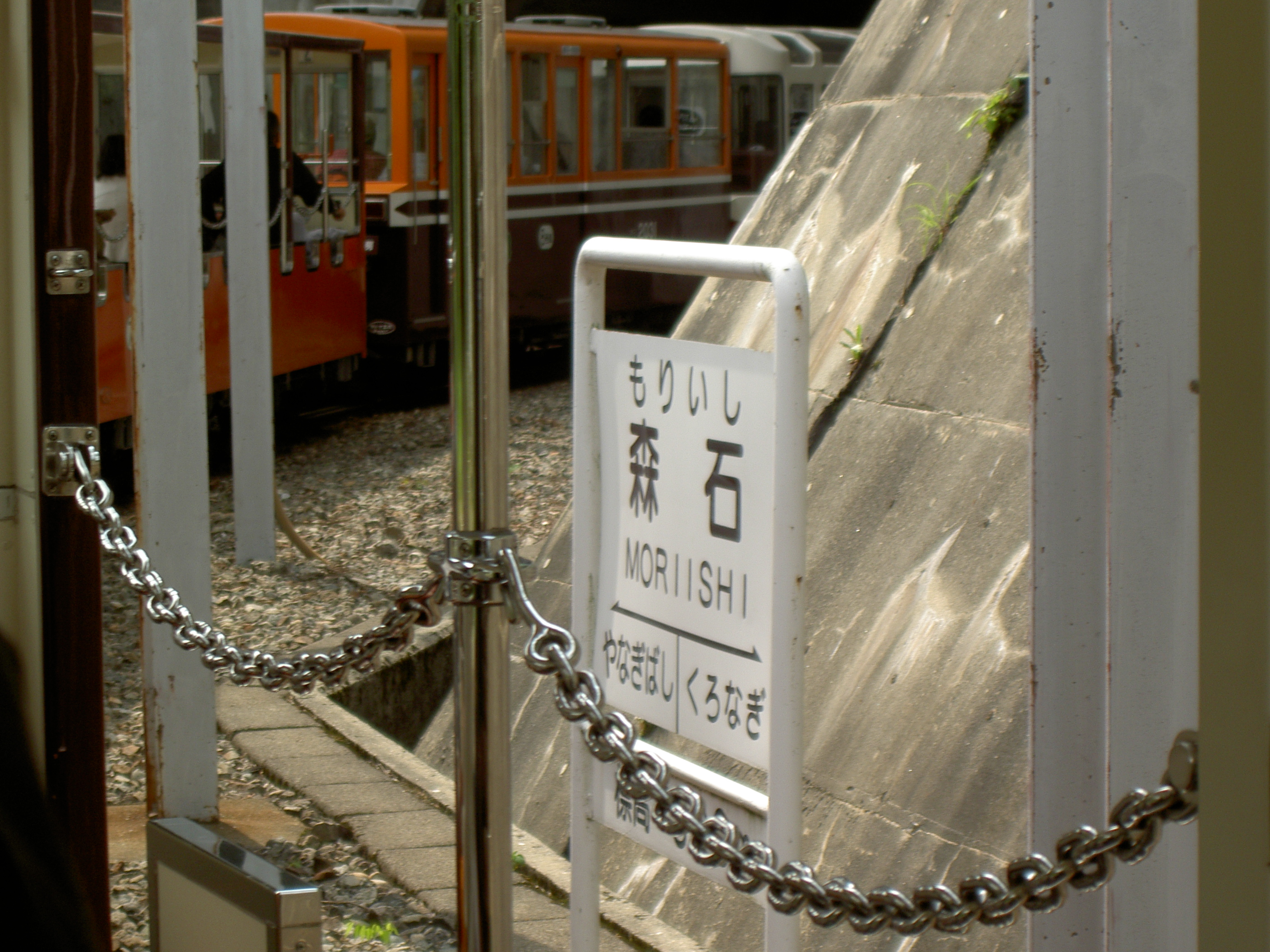
旧駅名標

## 隣の駅
黒部峡谷鉄道
■本線
柳橋駅 - 森石駅 - 黒薙駅
柳橋駅との間にかつて仏石駅（ほとけいしえき）が存在していたが、開設・廃止日とも不明である。